# 桃田健史
桃田 健史（ももた けんじ、1962年8月4日 - ）は、日本の元レーシングドライバー、自動車評論家。

## 経歴・人物
神奈川県横浜市出身。桐蔭学園小学校・中学校・高等学校を経て、1985年に東海大学工学部動力機械工学科を卒業。同年に全日本ツーリングカー選手権（JTC）に参戦し、記念すべきJTCの第1戦目となる同年6月のスポーツランドSUGOでのレースで星野薫とのコンビで総合優勝を飾った。なおこのときはなぜか「桃田健司」の名前でエントリーしている。
その後、渡米してNASCARやパイクスピーク・インターナショナル・ヒルクライム、フォーミュラ・アトランティックに出場。1992年にはヒロ松下と共にインディ500にも参戦するが、予選中のクラッシュにより予選不通過に終わる。
その後は米国でのレーシングドライバーとしての経験を生かし、北米を拠点に自動車業界・モータースポーツジャーナリストとして活動を続けている。2004年には日本カー・オブ・ザ・イヤーの選考委員になったこともあるが、1年で委員から退いた。
最近は日テレG+のNASCAR中継に解説者として登場するケースが多い。

## レース戦績
- 1985年 - 全日本ツーリングカー選手権（TRAMPIO LEVIN #11）
- 1992年 - インディアナポリス500マイルレース（CAPCOM/TEAMKAR #88 ローラT9100・シボレー）

### 全日本ツーリングカー選手権
| 年     | チーム   | 使用車両               | クラス | 1     | 2   | 3   | 4   | 5   | 順位 | ポイント |
| ------ | -------- | ---------------------- | ------ | ----- | --- | --- | --- | --- | ---- | -------- |
| 1985年 | object T | トヨタ・カローラレビン | DIV.1  | SUG 1 | TSU | NIS | SUZ | FSW |      |          |